# Tivyna petrunkevitchi
Tivyna petrunkevitchi là một loài nhện trong họ Dictynidae.
Loài này thuộc chi Tivyna. Tivyna petrunkevitchi được Willis J. Gertsch & Mulaik miêu tả năm 1940.